# Born to Be Alive
Born to Be Alive è un singolo del cantautore francese Patrick Hernandez, pubblicato in Francia nel novembre 1978 come primo estratto dall'album omonimo.

## Descrizione
Il titolo, che letteralmente si traduce "nato per essere vivo", corrisponde all'espressione "vivere alla giornata, spensieratamente". Lo stesso look sfoggiato da Hernandez rimane fedele al titolo e alle parole del testo: i suoi video promozionali e nelle esibizioni dal vivo lo presentano vestito elegantemente, con tanto di giacca e gilet, accompagnato da un bastone con il quale si aiuta in alcune mosse di danza appena accennate.

## Video musicale
Nel videoclip compare, come corista e ballerina, una giovanissima Madonna.

## Tracce
7" single (Aquarius JC 55558 [fr] / AQR 2001 [it])
1. Born to Be Alive – 3:05
2. Born to Be Alive (Disco Instrumental) – 3:40

12" maxi (Aquarius JV 5555[fr])
1. Born to Be Alive – 5:55
2. I Give You a Rendez-Vous – 3:30

12" remix (ZYX 5987)
1. Born To Be Alive (12" Re-Mix Version '88) – 6:28
2. Born To Be Alive (Single Re-Mix Version '88) – 3:54
3. Born To Be Alive (Original Single-Version '79) – 3:40

## Successo commerciale
Il singolo viene rilasciato inizialmente nel 1978, per la prima volta nello stesso anno in una versione remixata, che uscirà all'inizio dell'anno successivo in Francia.
Il brano ebbe immediatamente uno straordinario successo: già il 9 gennaio 1979, Hernandez ricevette il primo disco d'oro in Italia. La canzone divenne popolarissima anche nel resto d'Europa: in Francia arrivò in prima posizione ad aprile, e vi rimase fino a luglio. Negli Stati Uniti, il singolo fu pubblicato poco dopo per l'etichetta A-Tom-Mik in alcune versioni remix, e raggiunse la vetta della classifica dei brani dance. Alla fine dell'anno Born to Be Alive collezionò l'impressionante quantità di 52 riconoscimenti fra dischi d'oro e di platino in 50 differenti paesi.
La versione strumentale del lato B non è stata inserita in una ristampa dell'album.

## Classifiche

### Classifiche settimanali
| Classifica (1979)        | Posizione massima |
| ------------------------ | ----------------- |
| Australia                | 1                 |
| Austria                  | 1                 |
| Belgio (Fiandre)         | 2                 |
| Canada                   | 1                 |
| Francia                  | 1                 |
| Germania                 | 1                 |
| Italia                   | 1                 |
| Norvegia                 | 1                 |
| Nuova Zelanda            | 1                 |
| Paesi Bassi              | 12                |
| Regno Unito              | 10                |
| Spagna                   | 1                 |
| Stati Uniti              | 16                |
| Stati Uniti (dance club) | 1                 |
| Svezia                   | 1                 |
| Svizzera                 | 5                 |

### Classifiche di fine anno
| Classifica (1979) | Posizione |
| ----------------- | --------- |
| Australia         | 5         |
| Austria           | 2         |
| Belgio (Fiandre)  | 4         |
| Canada            | 29        |
| Francia           | 1         |
| Germania          | 2         |
| Italia            | 11        |
| Nuova Zelanda     | 23        |
| Paesi Bassi       | 33        |
| Stati Uniti       | 70        |

## Cover
Tra le numerose cover della canzone, le più fortunate sono state quella di Belen Thomas (che la ripropose in seguito duettando con lo stesso Hernandez) e quella di Roberto Blanco.
Nel 1994 ne è stata eseguita una cover da Pamela Petrarolo all'interno del programma televisivo Non è la Rai, successivamente inserita nel suo album di debutto Io non vivo senza te.
Si ricorda poi la versione di Paolo Kessisoglu che ebbe però un tiepido successo rispetto alle altre cover, nonostante il suo inserimento nella colonna sonora del film Immaturi di Paolo Genovese e nel film di Aldo, Giovanni e Giacomo Il cosmo sul comò  come canzone dei titoli di coda.
Nel 2012 la cantante Andrea Celeste eseguì una cover del brano dalle sonorità jazz e soul riscuotendo un buon successo ed entrando in rotazione radiofonica. Il videoclip del brano è firmato dal regista Lorenzo Vignolo. Nel marzo del 2013 Patrick Hernandez in persona ha commentato il videoclip della cover su YouTube esprimendo apprezzamento per il lavoro svolto dalla cantante.

### Altre versioni
Nel 1990 fu realizzata una parodia del brano da parte del gruppo Elio e le Storie Tese, intitolata Born to Be Abramo, ottenuta combinando la cover di Born to Be Alive con le cover di altri brani completamente diversi. Born to be Abramo è stata poi reincisa dal gruppo nella raccolta Del meglio del nostro meglio Vol. 1 del 1997, con la partecipazione dello stesso Hernandez che ha cantato alcune strofe parodiate in italiano.